# Мыс Чирикова (Магаданская область)
Мыс Чи́рикова — мыс на севере Охотского моря в Тауйской губе, крайняя западная точка полуострова Старицкого.

## Топоним
Назван в честь лейтенанта Алексея Чирикова, первооткрывателя северо-западного берега Америки.

## География
Южный входной мыс в бухту Нагаева. Восточнее за перешейком находится бухта Тихая. Мыс скалистый, обрывистый, имеет вид остроконечного гребня и круто спускается к Тауйской губе. К западу от мыса возвышается кекур. К востоку и юго-востоку расположены высокие, скалистые и обрывистые берега, окаймлённые надводными, осыхающими и подводными камнями.
Средняя величина прилива у мыса — 2 метра. Высочайшая точка — безымянная гора высотой 222 метра.
На мысе находится одноимённый маяк. Он расположен на крутом северном склоне скалистого гребня. Высота маяка — 14,91 метра, он установлен на высоте 73,8 метра над уровнем моря, в 9 метрах от гребня и 125 метрах к востоку от оконечности мыса. Маяк Чирикова построен в 1936 году, в 1944 году проведена его реконструкция.